# انجمن آخرالزمان آقایان
انجمن آخرالزمان آقایان (انگلیسی: The League of Gentlemen's Apocalypse) فیلمی بریتانیایی به کارگردانی استیو بندلک است که در سال ۲۰۰۵ منتشر شد.
این در مضمون فیلم های آخر زمانی با بازیگری سایمون پِگ که نقش مکمل تام کروز در سری فیلم های ماموریت غیر ممکن ایفای نقش کرده و در بین منتقدین و تماشاگران " توانسته درخشش لازم را کسب نماید . 

## بازیگران
- مارک گیتیس
- پیتر کی
- سایمون پگ
- مایکل شین
- دیوید وارنر
- برنارد هیل
- ایملدا استنتون